# Лесная мышовка
Лесная мышовка (лат. Sicista betulina) — млекопитающее рода мышовок отряда грызунов. 

## Внешний вид
Мелкий, длиннохвостый зверёк, похожий на мышь с крупными ушами. Длина её тела до 7,6 см, хвост длиннее туловища — до 10,6 см; вес до 9 г. Окраска тела сверху и с боков желтовато- или рыжевато-коричневая с примесью чёрных волос; брюшко сероватое. По спине вдоль хребта проходит тёмная полоска. Несмотря на внешнее сходство с мышью, мышовки являются близкими родственниками не мышей, а тушканчиков, и способны передвигаться короткими прыжками.

## Ареал
Ареал лесной мышовки охватывает лесную и лесостепную зоны Евразии от Центральной и Восточной Европы до Прибайкалья. Отдельные очаги обитания есть в Норвегии, Швеции и Дании. В России обитает почти по всей Европейской части России, на Урале и в Западной Сибири (за исключением северных областей), на юго-западе Восточной Сибири до Ангары и Селенги. 

## Место обитания
Встречается в хвойных, лиственных и смешанных лесах, выбирая осветлённые участки с богатым подлеском, ягодниками и обилием трухлявых пней, которые предоставляют зверьку убежище. В лесостепи поселяется в берёзовых колках, зарослях кустарников, заросших балках. Встречается на пахотных землях вблизи от леса и в полезащитных лесополосах. На Алтае поднимается до предгольцовых берёзовых редколесий на высоте около 2000 м над уровнем моря. Селится в лесопарках.
В лесах мышовки охотнее всего устраивают жилища в высоких гнилых пнях (обычно осиновых или берёзовых). В гнилой (но не влажной) древесине, обычно под самой корой, мышовка прогрызает ходы диаметром около 2 см и протяженностью до 5-6 или даже 10 м. Внутрь ходов ведёт единственное входное отверстие, расположенное на высоте 0,3—1 м от земли и обычно укрытое куском отставшей коры. Древесная труха не выбрасывается зверьком наружу, а заполняет до 80 % протяженности ходов, что не мешает мышовке по ним передвигаться. Внутри в гнездовой камере мышовка устраивает гнездо из мха, сухой травы и древесной трухи. Покинутые жилища мышовок занимают бурозубки, ящерицы или шмели. Иногда лесная мышовка селится в низко расположенных дуплах, в прикорневых пустотах.

## Питание
Питается лесная мышовка в основном муравьями, их личинками, а также личинками жуков, проходящими развитие в древесине. В рацион входит и растительная пища (семена древесных пород, ягоды). В поисках пищи мышовка выгрызает ходы в древесине, умело лазает по траве и кустам, помогая себе полуцепким хвостом. Активны лесные мышовки в сумерках и ночью; днём их обнаруживали на ветках кустарников в полусонном состоянии. Только во второй половине осени зверьки встречаются и днём. Образ жизни вне периода размножения одиночный. 

## Размножение
Размножаются лесные мышовки один раз в год, в конце мая — начале июня. Самцы во время гона мелодично «поют», издавая короткие высокие трели. Беременность длится до 30 дней; в выводке 2—8 детёнышей.
Лесная мышовка чувствительна к понижениям температуры и при заморозках впадает в оцепенение. В отличие от мышей и полёвок, на зиму мышовка уходит в спячку, которая длится до 8 месяцев. Для зимовки она роет в почве или в моховой кочке простые короткие норки с гнездом внутри; входное отверстие обычно закрывает «пробочкой» из сухих листьев.
Продолжительность жизни лесной мышовки в неволе 2,5—3 года. Охотятся на неё в основном мелкие куньи; она является природным носителем клещевого энцефалита, туляремии, лептоспироза. На территории России лесная мышовка — обычный, но немногочисленный вид. Этот миролюбивый зверёк легко приручается и даже в диком состоянии порой идёт к человеку в руки.

## Значение
Лесные мышовки — очень миролюбивые зверьки и легко приручаются. Хотя мышовки широко распространены, их поведение и экология относительно плохо изучены.